# Вознесіння (BioShock)

Підводне місто Захоплення

 Захоплення  (англ. Rapture) — вигадане підводне місто, яке є місцем дії у відеоіграх BioShock і BioShock 2.
У передісторії, місто описується як утопія, створене бізнес-магнатом Ендрю Райаном у середині 1940-х років. Місто планувалося як місце проживання найбільших мислителів людства в умовах процвітання вільної ринкової торгівлі без гніту з боку урядів світу. Життя містян підтримувалося речовиною АДАМом (англ. ADAM), здатною лікувати будь-які хвороби та давати надзвичайні здібності. Проте, ці ідеали через відсутність контролю не були утілені в життя, перетворившись в антиутопію. В переддень 1959 року в Захопленні спалахнула громадянська війна, у результаті чого більша частина населення міста загинула. Вцілілі громадяни мутували в «сплайсерів» (англ. Splicers), божевільних людей, що змінилися під впливом АДАМа.

## Історія міста
Я Ендрю Райан, і я тут щоб поставити вам одне запитання: Хіба людина не має права на зароблене в поті чола свого?

Ні, кажуть в Вашингтоні, все належить бідним.

Ні, кажуть в Ватикані, все належить Богу.

Ні, кажуть в Москві, все належить всім.

Я відкинув ці відповіді. Замість цього, я обрав щось інше. Я обрав неможливе. Я обрав Захоплення.

Ендрю Райан

| Дата                | Подія                                                                                      |
| ------------------- | ------------------------------------------------------------------------------------------ |
| 1946 рік            | Ендрю Райан заснував місто                                                                 |
| 1950 рік            | Час розквіту міста                                                                         |
| Вересень 1958 року  | Фонтейн інсценував свою смерть                                                             |
| 31 грудня 1959 року | Бунт на чолі з Атласом (Фонтейном), що послугував приводом для початку громадянської війни |
| 1960 рік            | Час дії BioShock                                                                           |
| 1968 рік            | Час дії BioShock 2                                                                         |

## Місто в серії BioShock

### BioShock
Головний герой зазнає аварії літака над водами Атлантичного океану, але рятується, укрившись у самотньому маяку, який виявляється таємним входом у місто. Захоплення охоплене громадянською війною, системи без належного обслуговування занепадають, але запас міцності вкладений при будівництві міста дозволяє йому продовжувати функціонувати автономно.
Ендрю Райн робить спробу знищити своє творіння, але головний герой гри під керівництвом Атласа (Фонтейна) зупиняє програму самознищення Захоплення.

### BioShock 2
У другій частині гри, дія відбувається через вісім років, Захоплення занепало. Місто зруйноване, мутації населення за останні десять років погіршилися. Частина приміщень затоплена.